# Hotboii
Javarri Latre Walker (ur. 13 czerwca 2000 w Orlando), znany zawodowo jako Hotboii (zapis stylizowany: H O T B O I I) – amerykański raper, piosenkarz i autor tekstów. Jego przełomowy singiel „Don't Need Time” z 2020 roku miał ponad 51 milionów wyświetleń na YouTube. Podpisał kontrakt z Interscope Records, Hitmaker Music Group i 22 Entertainment.

## Wczesne życie
Walker urodził się 13 czerwca 2000 r. w Orlando na Florydzie, dorastał w Pine Hills na zachodnim wybrzeżu jako jedno z 17 rodzeństwa. Słuchał takich artystów jak Lil Wayne, Rich Homie Quan i Kodak Black. Zaczął rapować w wieku siedmiu lat, zaczął wydawać muzykę w 2016 roku z pomocą swojej matki, zaczynając od przesyłania piosenek na SoundCloud i YouTube.

### Problemy prawne
Walker spędził dwa lata w poprawczaku, od 2016 do 2018 roku za włamanie. To właśnie w tym czasie zdecydował się potraktować swoją karierę poważniej.

## Kariera
Tuż przed pobytem w poprawczaku zaczął zwracać na siebie uwagę lokalnej sceny dzięki swojej piosence „Switcharoo”. Po opuszczeniu zakładu dla nieletnich w 2018 roku zaczął wydawać więcej singli, publikując we wrześniu swój pierwszy teledysk do piosenki „Life of a Dog”. W 2019 roku wydał singiel „YG's”, który szybko zyskał na popularności. Rok 2020 rozpoczął od gościnnych udziałów w piosenkach Stunny 4 Vegas („4PF Like Baby”) i Rylo Rodrigueza („Sick of Cell”), zanim 27 kwietnia wydał swój przełomowy singiel „Don't Need Time”. Napisany ku pamięci jego niedawno zmarłego przyjaciela Wolpha. W ciągu pięciu miesięcy zgromadził ponad dziewięć milionów odtworzeń na Spotify i 24 miliony wyświetleń na YouTube. 25 sierpnia ukazał się remiks tej piosenki z udziałem Lil Baby'ego wraz z nowym teledyskiem, który poruszył temat brutalności policji po zabiciu innego przyjaciela Hotboiia, Salaythisa Melvina, przez zastępcę szeryfa Orange County na początku tego miesiąca.
Hotboii wydał swój pierwszy mixtape, Kut Da Fan On, 22 maja 2020 roku. Album zawierał hity, takie jak „Don't Need Time”, „YG's” i „Goat Talk”. Pitchfork zauważyło, jak „wyszedł na prostą swoją muzyką, dopracowując swoją mieszankę bolesnych opowieści z ulicy i dowcipnych puent” w projekcie, podczas gdy Audiomack nazwał to „41 hiperrealistycznymi i melodyjnymi minutami współczesnego hip-hopu”. Po wydaniu kolejnych teledysków, nagrał z raperem Polo G „Goat Talk 2”, która stał się wówczas jedną z jego najpopularniejszych piosenek.
11 grudnia 2020 roku wydał swój debiutancki album Double O Baby z gościnnymi udziałami raperów: Lil Mosey, Toosii i Pooh Shiesty. Elevator Mag pochwalił jego "mistrzowską płynność i narrację" na albumie. Później tego samego miesiąca wystąpił w programie Rolling Loud „Home for the Holidaze” na żywo.
Po wydaniu utworu „Fuck Shit” w lutym 2021 r. Hotboii powrócił 28 maja z singlem i teledyskiem do piosenki „Nobody Special” z Future. Hotboii wystąpi na Rolling Loud Miami od 23 do 25 lipca. 10 grudnia wydał drugi album studyjny Life Of A Hotboii. 

## Życie prywatne
Walker ma syna. Walker ma objawy ADHD.

## Dyskografia

### Albumy
| Tytuł             | Informacje |
| ----------------- | --- |
| Double O Baby     | - Wydany: 11 grudnia 2020 - Wytwórnia: Interscope, Hitmaker, 22 - Format: Digital download, streaming                |
| Life Of A Hotboii | - Wydany: 10 grudnia 2021 - Wytwórnia: Geffen, Interscope, Rebel, Hitmaker, 22 - Format: Digital download, streaming |

### Mixtape'y
| Tytuł         | Informacje                                                                                         |
| ------------- | -------------------------------------------------------------------------------------------------- |
| Kut Da Fan On | - Wydany: 22 maja 2020 - Wytwórnia: Interscope, Hitmaker, 22 - Format: Digital download, streaming |